# Kontrolni zbroj
Kontrolni zbroj, niz slovnobrojčanih znakova čija je namjerna provjera jesu li podatci ili datoteka promijenjeni tijekom pohrane ili prijenosa. Obično izgleda kao dugačak je niz naizgled nasumičnih brojeva i slova.
Imaju ulogu pri računalnoj sigurnosti i cjelovitosti podataka. Kod preuzimanja s interneta, primjenjuje se kontrolne zbrojeve da bi korisnici mogli osigurati da datoteka ili datoteke nisu modificirane pri tranzitu. Zato su sastavni dio IP protokola, temeljne tehnologije koja omogućuje internet. Podatci se putem Interneta u IP paketima i tad se rabe kontrolni zbrojevi koji osiguravaju da ti paketi nisu izmijenjeni. Protokoli automatiziraju postupak provjere valjanosti bez potrebe za unosom korisnika, po čemu se razlikuju od preuzimanja softvera. Provjerava valjanosti kontrolnog zbroja je je provjera valjanost i dolaznih / odlaznih TCP i UDP paketa.
Podudara li se se kontrolni zbroj dobavljača softvera sa zbrojem preuzetih instalacijskih datoteka, tada nisu učinjene nikakve pogreške ili modifikacije. Ako se kontrolni zbrojevi ne podudaraju, tada se može sumnjati da je treća strana neovlašteno izmijenila podatke, ili je došlo do oštećenja ili gubitka dijela podataka pri prijenosu. Zlonamjerni presretač prisvaja internetsku vezu da bi izmijenio datoteku. Izmijenjena inačica može sadržavati zlonamjerni softver ili druge nedostatke, te antivirusni programi se služe i kontrolnim zbrojem radi provjere. Vatrozidi u nazivima događaja sadrže opise poput "netočan kontrolni zbroj" IP, TCP ili UDP paketa.
U Windowsima postoji naredba certutil koja rabi nekoliko algoritama hasha za generiranje kontrolnog zbroja. Na Macu kontrolni zbroj se provjerava pomoću ugrađenih funkcija u Terminalu. U oba operacijska sustava kontrolni zbroj može se vidjeti izravno na stranici za preuzimanje, ali neki će softver možda zahtijevati preuzimanje kontrolnog zbroja u zasebnoj tekstualnoj datoteci i tada ga se može otvoriti uređivačem teksta. Kod preuzimanja softvera vrijednost hasha se koristi kao kontrolni zbroj.